# Kentucky Pride

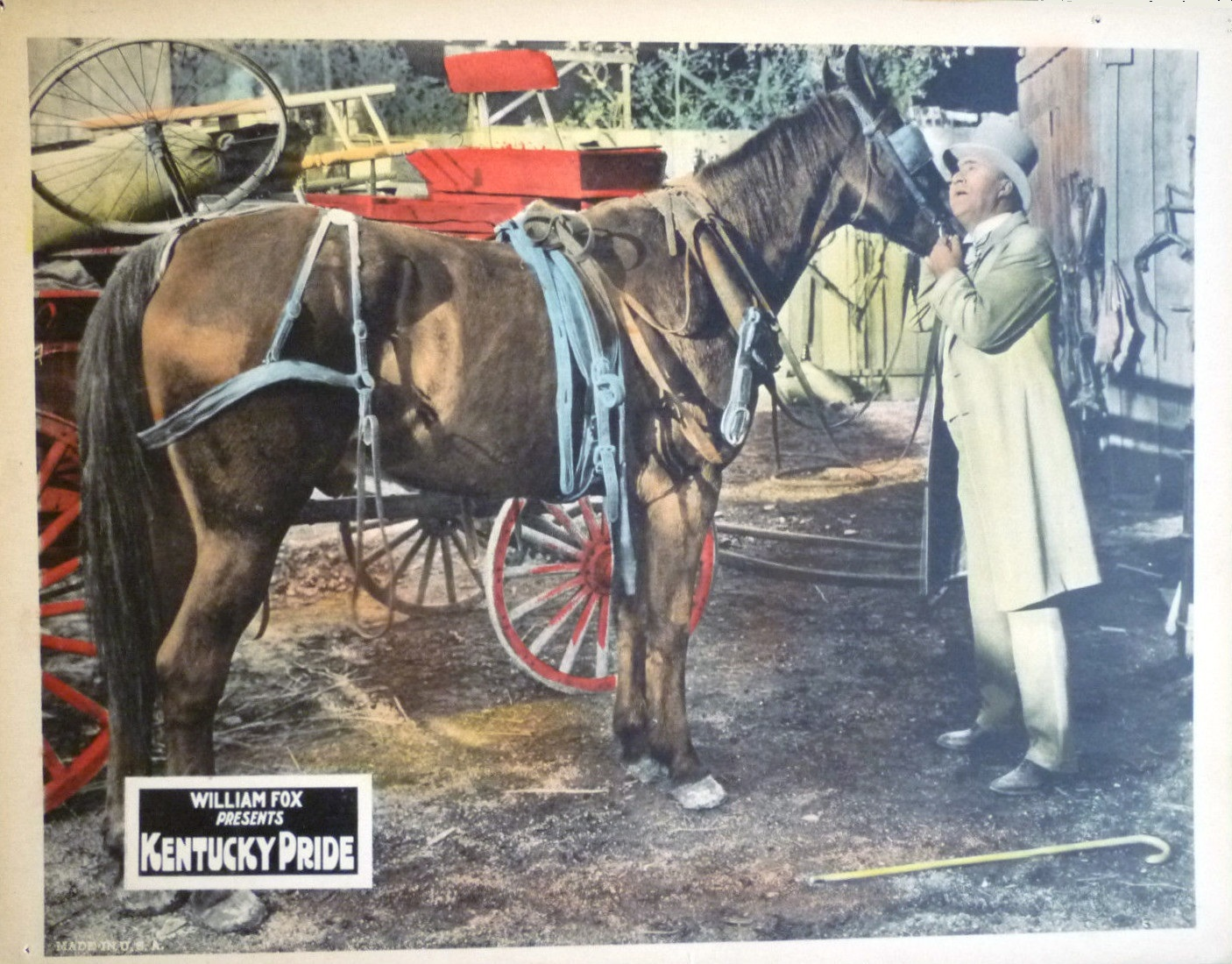

Kentucky Pride (Puro SangueBR) é um filme norte-americano de 1925, do gênero drama, dirigido por John Ford. Cópia do filme encontra-se conservada no Museu de Arte Moderna, Nova Iorque.

## Elenco
- Gertrude Astor como Mrs. Beaumont
- Peaches Jackson como Virginia Beaumont
- J. Farrell MacDonald como Donovan
- Man o' War
- Winston Miller como Danny Donovan
- Belle Stoddard como Mrs. Donovan
- Malcolm Waite como Carter
- Henry B. Walthall como Mr. Beaumont